# David Arnold
David Arnold (* 23. ledna 1962, Luton) je anglický hudební skladatel, aktivní zejména na poli filmové hudby. Napsal hudbu ke snímku Den nezávislosti (získal za ni Grammy), k bondovkám Casino Royale (nominace na cenu BAFTA i Grammy), Zítřek nikdy neumírá, Dnes neumírej, Jeden svět nestačí a Quantum of Solace, dále k filmům Hvězdná brána, Godzilla či Letopisy Narnie: Plavba Jitřního poutníka. Z jeho práce pro televizi vyniká hudba k britskému seriálu Sherlock, za niž získal cenu BAFTA a Emmy. V sitcomu Malá Velká Británie, k němuž rovněž napsal hudbu, se objevil několikrát i jako herec, v epizodních postavách. Napsal též písně pro řadu popových a rockových interpretů jako jsou Kaiser Chiefs, Massive Attack, Pulp, Natasha Bedingfield, Melanie Chisholm, Björk, Chris Cornell, Shirley Manson či Mark Morriss.